# Mic Oechsner

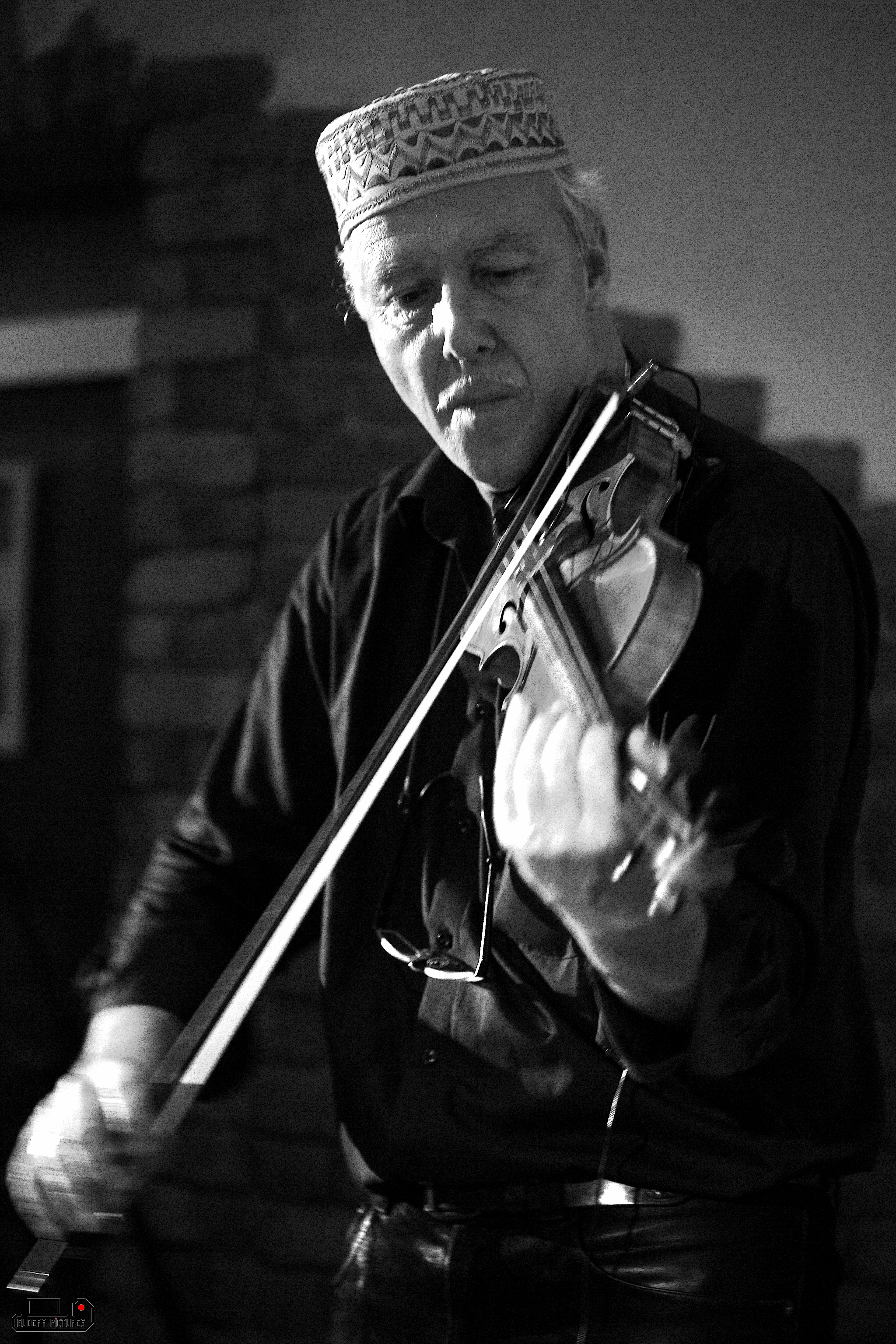
„Fast Strings“ – Mic Oechsner im Kastenwirt Grafing

Mic Oechsner (* 1956 in München) ist ein deutscher Komponist und Violinist des Modern Jazz und Ethno-Jazz.

## Leben und Wirken
Oechsner wurde an einem Musischen Gymnasium in seiner Geburtsstadt ausgebildet. Ergänzend studierte der Geiger bei W. Gieron und Komposition bei dem Bialas-Schüler I. Gambarde. 1978 wurde sein erstes Werk, ein klassisches Streichtrio, aufgeführt. Zunehmend wendete er sich dem Jazz zu, wo er zunächst stark durch den Gypsy-Jazz geprägt wurde. Nach einigen Jazzkursen studierte er am Berklee College of Music und begann 1982 eine eigene Lehrtätigkeit am Freien Musikzentrum München. In seinem Jazzquartett spielte Pianist Paul Grabowsky. Daneben war er (wie auch Sigi Busch) in der Gruppe Zupfgeigenhansel tätig. Mit Hans Koller und mit Karl Berger spielte er in Jürgen Wuchners Gruppe „String Project“. 1990 gründete er mit Jörg Widmoser und Hannes Beckmann den „Münchner Violin Summit“. Mit den Sinti-Gitarristen Khaki und Traubeli Weiss schloss er sich zum „Oechsner/Weiss Ensemble“ zusammen. Die von ihm 1993 mitgegründete Gruppe „Nunu!“ beschäftigt sich intensiver mit einer jazzigen Klezmervariante. Neben den genannten Gruppen tritt Oechsner auch mit seinem Sohn, dem Gitarristen Gidon Oechsner, im Duo auf. In der Gruppe Grappellissimo spielt er mit Joschi Schneeberger und Striglo Stöger, später mit Diknu Schneeberger zusammen.
Mic Oechsner, der auch in Ungarn, Israel und Frankreich tourte, lebte seit den späten 1990er Jahren in Idolsberg (Niederösterreich), wo er den Idolsberger Musiksommer organisiert. Daneben komponiert er; so schrieb er im Auftrag der französischen Regierung die fünfteilige Jazz-Sinfonietta „Le Cri de la Renarde“. Von 1999 bis 2002 schreibt er außerdem für das Feuilleton der Süddeutschen Zeitung, München. Ab 2005 lebte er in Wien, wo er beim Staatsvertrags-Festakt 2005 mit Harri Stojka auftrat. 2006 gründete Oechsner in Wien „Alternative Strings“, sein Lehrinstitut für Streicher in der Popularmusik, wo seit 2007 auch ein Vollstudium angeboten wird. 2011 übersiedelt er ins südliche Niederösterreich nach Kirchberg am Wechsel, wo er sein Tonstudio einrichtet, komponiert und im Seminarzentrum Raach unterrichtet. Außerdem gründet er in Kirchberg unter dem Namen JazzKirchberg eine Konzertreihe, die 2014 zu dem viertägigen Festival JazzFestKirchberg führte.
2021 kehrt er nach Wien zurück und richtet hier sein Unterrichtsinstitut und sein Studio neu ein.
Seit 2020 beschäftigt sich Oechsner außerdem intensiv mit Fotografie und Archäologie und startet mit Isabella Scherabon mehrere archäologisch bezogene Kunstprojekte.
Oechsner ist der Ururenkel von Michael Öchsner, dem Verfasser der Bayernhymne.

## Diskografie
| Jahr | Titel                       | Künstler                        | Label               |
| 1982 | Miteinander                 | Zupfgeigenhansel                | EMI Musikant        |
| 1982 | Time to Leave               | Mukhara Jazz Quartet            | Hit Records         |
| 1983 | Kein schöner Land           | Zupfgeigenhansel                | EMI Musikant        |
| 1984 | Liebeslieder                | Zupfgeigenhansel                | EMI Musikant        |
| 1984 | Zwesche Salzjebäck und Bier | BAP                             | EMI Musikant        |
| 1984 | The Listener                | Jürgen Wuchner's String Project | View Records        |
| 1985 | Volume II                   | Jürgen Wuchner's String Project | View Records        |
| 1990 | Streicher=Einheiten         | Polyspheres                     | Mukhara World Sound |
| 1992 | Dégustation orthodoxe       | Tribute to Django               | Mukhara World Sound |
| 1993 | JezzKlezMer                 | Nunu!                           | Downtown Records    |
| 1994 | Klezmocopter                | Nunu!                           | Enja                |
| 1995 | Ocean                       | Nunu!                           | Enja                |
| 1995 | Keri - zu Hause             | Oechsner-Weiss-Ensemble         | Mukhara World Sound |
| 1996 | Con alma                    | Nunu!                           | Enja                |
| 2003 | Mon ami le gitan            | Tribute to Stéphane             | Mukhara World Sound |
| 2004 | Dreamscapes                 | European String Connection      | Mukhara World Sound |
| 2010 | Border Bowing               | Grenzgeigen                     | Mukhara World Sound |
| 2013 | Body, Soul & Strings        | Alternative Strings Trio        | Mukhara World Sound |
| 2014 | My Gipsy Heart              | Mic Oechsner                    | Mukhara World Sound |
| 2016 | Giardino Pubblico           | Mic Oechsner                    | Mukhara World Sound |
| 2018 | Gipsy Christmas             | Mic Oechsner & Grappellissimo   | Mukhara World Sound |
| 2019 | Mensch. Und jetzt.          | Mic Oechsner                    | Mukhara World Sound |
| 2025 | Choros                      | Mic Oechsner                    | Mukhara World Sound |

## Lexigraphische Einträge
- Martin Kunzler: Jazz-Lexikon. Band 2: M–Z (= rororo-Sachbuch. Bd. 16513). 2. Auflage. Rowohlt, Reinbek bei Hamburg 2004, ISBN 3-499-16513-9.